# Círcol Catòlic de Badalona
"Círcol Catòlic de Badalona" (en español: "Círculo Católico de Badalona") es el nombre oficial de una entidad deportiva y cultural de Badalona (Barcelona), España. Fue fundada el 19 de marzo de 1879 fruto de la unión de dos entidades católicas, el "Círcol Catòlic d’Obrers del Puríssim Cor de Maria" y el "Círcol de Sant Josep". Desde un principio el "Círcol" tuvo un carácter religioso, pero también cultural y recreativo, por lo que fue creando secciones deportivas, artísticas y de ocio.

## Historia del equipo de baloncesto
Fue fundado el mes de abril de 1941 por José Famadas como la sección de baloncesto del Círcol Catòlic. Los primeros partidos se jugaban en la Rectoría Vieja de Santa Maria, inaugurada el 1 de febrero de 1942 con un enfrentamiento contra el Teià.
La temporada 1941-42 se inscribió en la tercera categoría del Campeonato de Cataluña. En dos años ascendió a segunda división, y la temporada 1944-45 consiguió subir a la primera categoría de la competición, donde permaneció hasta el año 1952. La temporada 1959-60, la Federación española creó el trofeo Gonzalo Aguirre, una especie de segunda división, donde el Círcol participó hasta la temporada 1969-70, en la que bajó a tercera división, pero tardó sólo dos temporadas en recuperar la categoría.

### Época dorada del Club (1973-1983)
A finales del mes de abril de 1973, el Círcol consigue el ascenso a la primera división española dos jornadas antes de la finalización de la competición. El equipo estaba formado por hombres como Ezequiel Barrios, Antoni Baqué, Josep Machado, Josep Mañosa, Ricard Horta, Enric Campos, Josep Cisa, E. Buñuel, Pere Suñol, Josep Vila y Joan Costa. El entrenador era Josep Xicart y el presidente en Domènec Tallada. Aquella primera temporada en la élite coincidió con los otros dos grandes clubs de baloncesto de la ciudad: el Joventut y el CB Sant Josep. 
En 1976 logró el patrocinio de la empresa "Cotonificio", pasando a llamarse "Cotonificio de Badalona". Este impulso económico y deportivo le permitió clasificarse en cuarto lugar en la primera división, clasificándose para disputar la Copa Korac, llegando a ser semifinalista (temporada 78-79) quedando a las puertas de jugar la primera final europea de la historia del club. Volvió a disputar la Copa Korac la 79-80, quedando eliminado en la liguilla de cuartos de final. En 1980 disputó la final de la Liga Catalana ante el FC Barcelona, perdiendo por 90 a 73. Esa misma temporada repitió participación en Copa Korac por tercer año consecutivo pero quedando fuera en segunda ronda.
En aquellos años en los que presidía Domènec Tallada y después Pere Antoja, formaron parte del club jugadores y entrenadores como Manel Comas, Josep Maria Oleart, Aíto García Reneses, Joaquín Costa, Andrés Jiménez, Héctor Perotas, Lorenzo Alocén, Agustí Cuesta, Javier Mendiburu, Jordi Freixanet, Adolfo Sada, Guifré Gol, Brian Jackson, Frank Costello y Jack Schrader, entre otros.
En la temporada 1981-82 el 'Coto' quedó 3º clasificado en la liga, y llegó hasta los cuartos de final de Copa Korac, en la que fue la cuarta y última participación del club en competiciones europeas. En la Copa de España llegó a semifinales. En 1982-83 repetirían las semifinales de Copa, y octavo puesto en la Liga.
El patrocinio de la empresa Cotonificio se mantuvo hasta 1983. Ese año, en el primero de la ACB, el Círcol empezó la temporada sin patrocinador aunque pronto se llegó a un acuerdo con "Licor 43". Pocas semanas después el primer equipo se trasladaba a jugar a Santa Coloma de Gramanet, principalmente debido a problemas con el uso del pabellón del Sant Josep, donde el equipo entrenaba y disputaba sus partidos. Unas semanas más tarde cambió su nombre pasando a llamarse "Baloncesto C.C. Badalona", y se desató completamente de la entidad badalonesa. La temporada siguiente esta nueva entidad se fusionaba con el CB Santa Coloma, quien pasaba a ocupar la plaza en la Liga ACB.
En esas nueve temporadas en la máxima categoría del baloncesto español llegó a ser la alternativa en la liga a los tres grandes de la época (Real Madrid, FC Barcelona y Club Joventut Badalona), junto con dos semifinales en ocho participaciones en Copa del Rey y cuatro participaciones en la Copa Korac con semifinal incluida. 

### Re-fundación de la sección de baloncesto
En 1984 se volvió a poner en marcha el baloncesto en la entidad, pero en una situación muy diferente a la de años anteriores: el primer equipo tuvo que empezar a competir de nuevo en la última categoría del baloncesto catalán , y la entidad contaba con tan sólo seis equipos en la cantera.
El club se fue recuperando con los años ascendiendo varias divisiones hasta volver a la máxima categoría del baloncesto catalán. La cantera también vivió una gran recuperación hasta llegar a los 18 equipos de formación, 2 seniors masculinos y 2 seniors femeninos.
En 2016, el Círcol Catòlic recuperó la esponsorización de la empresa "cotonificio", rememorando el 75 aniversario de la entidad, compitiendo en Copa Catalunya, la quinta división a nivel estatal.
La 2021-22, después de una gran temporada, juega las fases de ascenso a EBA sin el éxito final esperado. 
La temporada 2023-24 compite en Super Copa, la nueva máxima categoría del baloncesto catalán donde finalmente termina 8º.

## Temporada a temporada
| Temporada | Nivel                 | División              | Pos.                  | Postemporada          | G–P                   | Copa del Rey          | Competiciones europeas | Competiciones europeas | Competiciones europeas |                       |
| --------- | --------------------- | --------------------- | --------------------- | --------------------- | --------------------- | --------------------- | ---------------------- | ---------------------- | ---------------------- | --------------------- |
| 1969–70   | 2                     | 2.ª División          | 12                    | Descendido            | 4–18                  | –                     | –                      | –                      | –                      |                       |
| 1970–71   | 3                     | 3.ª División          | 6                     | –                     | 17–1–8                | –                     | –                      | –                      | –                      |                       |
| 1971–72   | 3                     | 3.ª División          | 1                     | Asciende              | 29–2                  | –                     | –                      | –                      | –                      |                       |
| 1972–73   | 2                     | 2.ª División          | 1                     | Asciende              | 24–1–4                | –                     | –                      | –                      | –                      |                       |
| 1973–74   | 1                     | 1.ª División          | 10                    | –                     | 11–1–16               | –                     | –                      | –                      | –                      |                       |
| 1974–75   | 1                     | 1.ª División          | 6                     | –                     | 10–12                 | Cuartos de final      | –                      | –                      | –                      |                       |
| 1975–76   | 1                     | 1.ª División          | 5                     | Fase final            | 13–2–17               | –                     | –                      | –                      | –                      |                       |
| 1976–77   | 1                     | 1.ª División          | 8                     | –                     | 9–13                  | Fase de grupos        | –                      | –                      | –                      |                       |
| 1977–78   | 1                     | 1.ª División          | 4                     | –                     | 12–1–9                | Cuartos de final      | –                      | –                      | –                      |                       |
| 1978–79   | 1                     | 1.ª División          | 5                     | –                     | 13–1–8                | Octavos de final      | 3 Copa Korać           | SF                     | 7–3                    |                       |
| 1979–80   | 1                     | 1.ª División          | 4                     | –                     | 13–1–8                | Cuartos de final      | 3 Copa Korać           | FG                     | 6–2                    |                       |
| 1980–81   | 1                     | 1.ª División          | 4                     | –                     | 18–1–7                | Cuartos de final      | 3 Copa Korać           | R2                     | 1–1                    |                       |
| 1981–82   | 1                     | 1.ª División          | 3                     | –                     | 20–6                  | Semifinalista         | 3 Copa Korać           | FG                     | 5–3                    |                       |
| 1982–83   | 1                     | 1.ª División          | 8                     | *renuncia             | 13–13                 | Semifinalista         | –                      | –                      | –                      |                       |
| 1984–00   | Divisiones inferiores | Divisiones inferiores | Divisiones inferiores | Divisiones inferiores | Divisiones inferiores | Divisiones inferiores | Divisiones inferiores  | Divisiones inferiores  | Divisiones inferiores  | Divisiones inferiores |
| 2000–01   | 4                     | Liga EBA              | 9                     | –                     | 15–15                 | –                     | –                      | –                      | –                      |                       |
| 2001–02   | 4                     | Liga EBA              | 14                    | Relegation playoffs   | 12–20                 | –                     | –                      | –                      | –                      |                       |
| 2002–03   | 4                     | Liga EBA              | 15                    | Desciende             | 9–23                  | –                     | –                      | –                      | –                      |                       |
| 2003–04   | 5                     | Copa Catalunya        | 3                     | Asciende              | 24–8                  | –                     | –                      | –                      | –                      |                       |
| 2004–05   | 4                     | Liga EBA              | 4                     | *renuncia             | 19–11                 | –                     | –                      | –                      | –                      |                       |
| 2005–06   | 5                     | Copa Catalunya        | 15                    | Desciende             | 9–21                  | –                     | –                      | –                      | –                      |                       |
| 2006–07   | 6                     | 1.ª Catalana          | 11                    | Desciende             | 15–15                 | –                     | –                      | –                      | –                      |                       |
| 2007–08   | 7                     | 2.ª Catalana          | 9                     | –                     | 16–14                 | –                     | –                      | –                      | –                      |                       |
| 2008–09   | 7                     | 2.ª Catalana          | 5                     | –                     | 18–12                 | –                     | –                      | –                      | –                      |                       |
| 2009–10   | 7                     | 2.ª Catalana          | 1                     | Asciende              | 22–8                  | –                     | –                      | –                      | –                      |                       |
| 2010–11   | 6                     | 1.ª Catalana          | 6                     | –                     | 15–15                 | –                     | –                      | –                      | –                      |                       |
| 2011–12   | 6                     | 1.ª Catalana          | 13                    | Desciende             | 13–17                 | –                     | –                      | –                      | –                      |                       |
| 2012–13   | 7                     | 2.ª Catalana          | 2                     | Asciende              | 24–6                  | –                     | –                      | –                      | –                      |                       |
| 2013–14   | 6                     | 1.ª Catalana          | 3                     | Asciende              | 13–25                 | –                     | –                      | –                      | –                      |                       |
| 2014–15   | 5                     | Copa Catalunya        | 9                     | –                     | 16–14                 | –                     | –                      | –                      | –                      |                       |
| 2015–16   | 5                     | Copa Catalunya        | 13                    | Desciende             | 12–18                 | –                     | –                      | –                      | –                      |                       |
| 2016–17   | 6                     | 1.ª Catalana          | 3                     | Asciende              | 26–6                  | –                     | –                      | –                      | –                      |                       |
| 2017–18   | 5                     | Copa Catalunya        | 5                     | –                     |                       | –                     | –                      | –                      | –                      |                       |
| 2018–19   | 5                     | Copa Catalunya        | 4                     | –                     |                       | –                     | –                      | –                      | –                      |                       |
| 2019–20   | 5                     | Copa Catalunya        | 7                     | –                     |                       | –                     | –                      | –                      | –                      |                       |
| 2021–22   | 5                     | Copa Catalunya        | 5                     | –                     |                       | –                     | –                      | –                      | –                      |                       |
| 2022–23   | 5                     | Copa Catalunya        | 3                     | Asciende              |                       | –                     | –                      | –                      | –                      |                       |
| 2023–24   | 5                     | Super Copa            | 8                     | –                     |                       | –                     | –                      | –                      | –                      |                       |
| 2024–25   | 5                     | Super Copa            | 14                    | Desciende             | 5-21                  | –                     | –                      | –                      | –                      |                       |
| 2025–26   | 6                     | Copa Catalunya        |                       |                       |                       | –                     | –                      | –                      | –                      |                       |

*renuncia a la plaza.

## Mejores registros históricos
- Liga Nacional (actual ACB) | 1981-82:  3r clasificado
- Copa Korać | 1978-79:  Semifinalista
- Copa del Rey | 1981-82 y 1982-83:  Semifinalista
- Liga Catalana | 1980:  Finalista